# Grande Prêmio da Alemanha de 1997
Resultados do Grande Prêmio da Alemanha de Fórmula 1 realizado em Hockenheim em 27 de julho de 1997. Décima etapa do campeonato, marcou a última vitória tanto do austríaco Gerhard Berger quanto da equipe Benetton-Renault.

## Resumo
Primeiros pontos de Jarno Trulli.

## Classificação da prova

### Treino oficial
| Pos.                      | Nº | Piloto                | Construtor        | Tempo    | Diferença |
| ------------------------- | -- | --------------------- | ----------------- | -------- | --------- |
| 1                         | 8  | Gerhard Berger        | Benetton-Renault  | 1:41.873 | –         |
| 2                         | 12 | Giancarlo Fisichella  | Jordan-Peugeot    | 1:41.896 | + 0.023   |
| 3                         | 9  | Mika Häkkinen         | McLaren-Mercedes  | 1:42.034 | + 0.161   |
| 4                         | 5  | Michael Schumacher    | Ferrari           | 1:42.181 | + 0.308   |
| 5                         | 4  | Heinz-Harald Frentzen | Williams-Renault  | 1:42.421 | + 0.548   |
| 6                         | 7  | Jean Alesi            | Benetton-Renault  | 1:42.493 | + 0.620   |
| 7                         | 11 | Ralf Schumacher       | Jordan-Peugeot    | 1:42.498 | + 0.625   |
| 8                         | 10 | David Coulthard       | McLaren-Mercedes  | 1:42.687 | + 0.814   |
| 9                         | 3  | Jacques Villeneuve    | Williams-Renault  | 1:42.967 | + 1.094   |
| 10                        | 6  | Eddie Irvine          | Ferrari           | 1:43.209 | + 1.336   |
| 11                        | 14 | Jarno Trulli          | Prost-Mugen/Honda | 1:43.226 | + 1.353   |
| 12                        | 22 | Rubens Barrichello    | Stewart-Ford      | 1:43.272 | + 1.399   |
| 13                        | 1  | Damon Hill            | Arrows-Yamaha     | 1:43.361 | + 1.488   |
| 14                        | 16 | Johnny Herbert        | Sauber-Petronas   | 1:43.660 | + 1.787   |
| 15                        | 23 | Jan Magnussen         | Stewart-Ford      | 1:43.927 | + 2.054   |
| 16                        | 2  | Pedro Paulo Diniz     | Arrows-Yamaha     | 1:44.069 | + 2.196   |
| 17                        | 15 | Shinji Nakano         | Prost-Mugen/Honda | 1:44.112 | + 2.239   |
| 18                        | 17 | Norberto Fontana      | Sauber-Petronas   | 1:44.552 | + 2.679   |
| 19                        | 19 | Mika Salo             | Tyrrell-Ford      | 1:45.372 | + 3.499   |
| 20                        | 18 | Jos Verstappen        | Tyrrell-Ford      | 1:45.811 | + 3.938   |
| 21                        | 21 | Tarso Marques         | Minardi-Hart      | 1:45.942 | + 4.069   |
| 22                        | 20 | Ukyo Katayama         | Minardi-Hart      | 1:46.499 | + 4.626   |
| Limite dos 107%: 1:49.004 |    |                       |                   |          |           |
| Fonte:                    |    |                       |                   |          |           |

### Corrida
| Pos.   | Nº | Piloto                | Construtor        | Voltas | Tempo/Diferença   | Grid | Pontos |
| ------ | -- | --------------------- | ----------------- | ------ | ----------------- | ---- | ------ |
| 1      | 8  | Gerhard Berger        | Benetton-Renault  | 45     | 1:20:59.046       | 1    | 10     |
| 2      | 5  | Michael Schumacher    | Ferrari           | 45     | + 17.527          | 4    | 6      |
| 3      | 9  | Mika Häkkinen         | McLaren-Mercedes  | 45     | + 24.770          | 3    | 4      |
| 4      | 14 | Jarno Trulli          | Prost-Mugen/Honda | 45     | + 27.165          | 11   | 3      |
| 5      | 11 | Ralf Schumacher       | Jordan-Peugeot    | 45     | + 29.995          | 7    | 2      |
| 6      | 7  | Jean Alesi            | Benetton-Renault  | 45     | + 34.717          | 6    | 1      |
| 7      | 15 | Shinji Nakano         | Prost-Mugen/Honda | 45     | + 1:19.722        | 17   |        |
| 8      | 1  | Damon Hill            | Arrows-Yamaha     | 44     | + 1 volta         | 13   |        |
| 9      | 17 | Norberto Fontana      | Sauber-Petronas   | 44     | + 1 volta         | 18   |        |
| 10     | 18 | Jos Verstappen        | Tyrrell-Ford      | 44     | + 1 volta         | 20   |        |
| 11     | 12 | Giancarlo Fisichella  | Jordan-Peugeot    | 40     | + 5 voltas        | 2    |        |
| Ret    | 22 | Rubens Barrichello    | Stewart-Ford      | 33     | Motor             | 12   |        |
| Ret    | 19 | Mika Salo             | Tyrrell-Ford      | 33     | Embreagem         | 19   |        |
| Ret    | 3  | Jacques Villeneuve    | Williams-Renault  | 33     | Rodou             | 9    |        |
| Ret    | 23 | Jan Magnussen         | Stewart-Ford      | 27     | Motor             | 15   |        |
| Ret    | 20 | Ukyo Katayama         | Minardi-Hart      | 23     | Vazamento de óleo | 22   |        |
| Ret    | 16 | Johnny Herbert        | Sauber-Petronas   | 8      | Acidente          | 14   |        |
| Ret    | 2  | Pedro Paulo Diniz     | Arrows-Yamaha     | 8      | Acidente          | 16   |        |
| Ret    | 10 | David Coulthard       | McLaren-Mercedes  | 1      | Transmissão       | 8    |        |
| Ret    | 4  | Heinz-Harald Frentzen | Williams-Renault  | 1      | Colisão           | 5    |        |
| Ret    | 6  | Eddie Irvine          | Ferrari           | 1      | Colisão           | 10   |        |
| Ret    | 21 | Tarso Marques         | Minardi-Hart      | 0      | Câmbio            | 21   |        |
| Fonte: |    |                       |                   |        |                   |      |        |

## Tabela do campeonato após a corrida
| Pos. | Piloto                | Pontos |
| ---- | --------------------- | ------ |
| 1    | Michael Schumacher    | 53     |
| 2    | Jacques Villeneuve    | 43     |
| 3    | Jean Alesi            | 22     |
| 4    | Gerhard Berger        | 20     |
| 5    | Heinz-Harald Frentzen | 19     |

| Pos. | Construtor        | Pontos |
| ---- | ----------------- | ------ |
| 1    | Ferrari           | 71     |
| 2    | Williams-Renault  | 62     |
| 3    | Benetton-Renault  | 46     |
| 4    | McLaren-Mercedes  | 28     |
| 5    | Prost-Mugen/Honda | 19     |

- Nota: Somente as primeiras cinco posições estão listadas.